# كيفين مونيه-باكيه
كيفن مونيت باكيت (بالفرنسية: Kévin Monnet-Paquet)‏ (مواليد 19 أغسطس 1988 في بيرغوين جالو - فرنسا) لاعب كرة قدم فرنسي يلعب حاليا لصالح نادي الدرجة الأولى لنس الفرنسي منذ 2002 في مركز المهاجم .

## روابط خارجية
- كيفين مونيه-باكيه على موقع الاتحاد الأوربي (الإنجليزية)
- كيفين مونيه-باكيه على موقع رابطة كرة القدم الفرنسية للمحترفين (الإنجليزية)
- كيفين مونيه-باكيه على موقع قاعدة بيانات كرة القدم.إي يو (الإنجليزية)
- كيفين مونيه-باكيه على موقع ليكيب (الفرنسية)
- كيفين مونيه-باكيه على موقع Soccerway.com (الإنجليزية)
- كيفين مونيه-باكيه على موقع AS.com (الإسبانية)